# Per Olof Ekström
Per Olof Ekström, född 26 april 1926 på gården Björkehaga i Gestads församling, Älvsborgs län (Dalsland), död 4 oktober 1981 i Bukarest, Rumänien, var en svensk författare, lantbrukare och journalist.

## Biografi
Ekström tog över föräldrarnas gård och drev den jämsides med sitt författarskap. Han är mest känd för romanen Sommardansen från 1949, som filmades som Hon dansade en sommar, och i senare upplagor kommit ut med den titeln. Han skrev även om jordbrukspolitik i Mordet på modernäringen 1969.  En tid var han bosatt i Östtyskland. Under sista delen av sitt liv bodde han i Rumänien, där han också avled. Sammanlagt gav han ut närmare 50 böcker, varav några pornografiska under pseudonym. Han var gift med den rumänska arkitekten och konstnären Ligia Podorean-Ekström, som numera är bosatt i Sverige. 
I sitt testamente förbjöd Ekström att hans böcker skulle återutges efter hans bortgång.
Sedan 1988 finns ett Per Olof Ekström-sällskap, vars styrelse består av personer hemmahörande i Gestad. Ett Ekström-rum invigdes 2010 i hembygdsgården i Gestad.

## Filmmanus
- 1954 – Ung sommar
- 1957 – Livets vår
- 1957 – Vildmarkssommar

## Priser och utmärkelser
- 1956 – Landsbygdens författarstipendium